# Lion-en-Beauce
Lion-en-Beauce település Franciaországban, Loiret megyében. Lakosainak száma 122 fő (2022. január 1.). Lion-en-Beauce Tivernon, Santilly, Oison, Ruan és Dambron községekkel határos.

## Népesség
A település népességének változása:
| Lakosok száma | 116  | 98   | 97   | 116  | 146  | 143  | 140  | 139  | 133  | 122  |
|               | 1968 | 1982 | 1990 | 2006 | 2013 | 2015 | 2017 | 2019 | 2020 | 2022 |